# Édouard Burignot de Varenne
Jacques-Édouard baron Burignot de Varenne (Chalon-sur-Saône, 21 september 1795 - Saint-Martin-en-Bresse, 14 september 1873) was een Frans diplomaat en politicus ten tijde van de Julimonarchie en het Tweede Franse Keizerrijk.

## Biografie
Na het huwelijk van de Franse kroonprins Ferdinand Filips van Orléans met Helena van Mecklenburg-Schwerin in 1837 werd Burignot de Varenne de Franse gevolmachtigde minister in Mecklenburg. Nadien werd hij tot aan het einde van de Julimonarchie in 1848 de Franse ambassadeur in Portugal. Op 13 februari 1843 werd hij ook volksvertegenwoordiger namens het departement Saône-et-Loire. In het parlement maakte hij deel uit van de royalistische meerderheid.
Ten tijde van het Tweede Franse Keizerrijk werd hij de Franse ambassadeur in Berlijn.
Op 4 maart 1853 werd Burignot de Varenne door keizer Napoleon III benoemd tot senator. Hij zou in de Senaat blijven zetelen tot de afkondiging van de Derde Franse Republiek op 4 september 1870.
Édouard Burignot de Varenne was een zoon van Jacques-Philibert Burignot de Varenne en huwde met een dochter van hertog Nicolas Régnier de Massa.

## Onderscheidingen
Hij was commandeur in het Legioen van Eer.